# El Segundo Molino
El Segundo Molino är en ort i Mexiko.   Den ligger i kommunen Nombre de Dios och delstaten Durango, i den centrala delen av landet, 700 km nordväst om huvudstaden Mexico City. El Segundo Molino ligger 1 756 meter över havet och antalet invånare är 154.
Terrängen runt El Segundo Molino är platt åt nordost, men åt sydväst är den kuperad. El Segundo Molino ligger nere i en dal. Runt El Segundo Molino är det glesbefolkat, med 16 invånare per kvadratkilometer. Närmaste större samhälle är Nombre de Dios, 4,6 km söder om El Segundo Molino. Omgivningarna runt El Segundo Molino är i huvudsak ett öppet busklandskap.